# Scaphocalanus gracilicaudatus
Scaphocalanus gracilicaudatus är en kräftdjursart som beskrevs av Tanaka 1937. Scaphocalanus gracilicaudatus ingår i släktet Scaphocalanus och familjen Scolecitrichidae. Inga underarter finns listade i Catalogue of Life.